# Oswaldo Cruz
Oswaldo Gonçalves Cruz (São Luiz do Paraitinga, 5 de agosto de 1872 — Petrópolis, 11 de fevereiro de 1917) foi um médico, bacteriologista, epidemiologista e sanitarista brasileiro. Pioneiro no estudo das moléstias tropicais e da microbiologia no Brasil, foi uma figura central na história da saúde pública nacional, conhecido por seu trabalho no combate a epidemias e na promoção da vacinação. Ele é considerado um dos pais da saúde pública brasileira.
Paulista, nascido no interior do estado, mudou-se para o Rio de Janeiro em 1887, quando ingressou na Faculdade de Medicina do Rio de Janeiro aos 15 anos. Em 1900, tornou-se diretor técnico do Instituto Soroterápico Federal, na capital carioca, transformado em Instituto Oswaldo Cruz, hoje a internacionalmente respeitada Fundação Oswaldo Cruz. O diretor geral do Instituto Soroterápico Federal era o barão de Pedro Affonso, e a Oswaldo Cruz cabia, naquele momento, coordenar a produção de soros e vacinas.
Foi eleito o 25.º maior brasileiro de todos os tempos, do programa do SBT, enquanto a Folha de São Paulo o posiciou na 13.ª colocação em sua lista de mesmo nome.

## Biografia
Oswaldo nasceu no dia 5 de agosto de 1872, na cidade paulista de São Luiz do Paraitinga. Era filho do médico Bento Gonçalves Cruz e sua prima esposa Amália Bulhões Cruz. Criou-se em sua cidade natal até 1877, quando seu pai se transferiu para o Rio de Janeiro. Na capital fluminense, estudou no Colégio Laure, no Colégio São Pedro de Alcântara e no Externato Dom Pedro II.

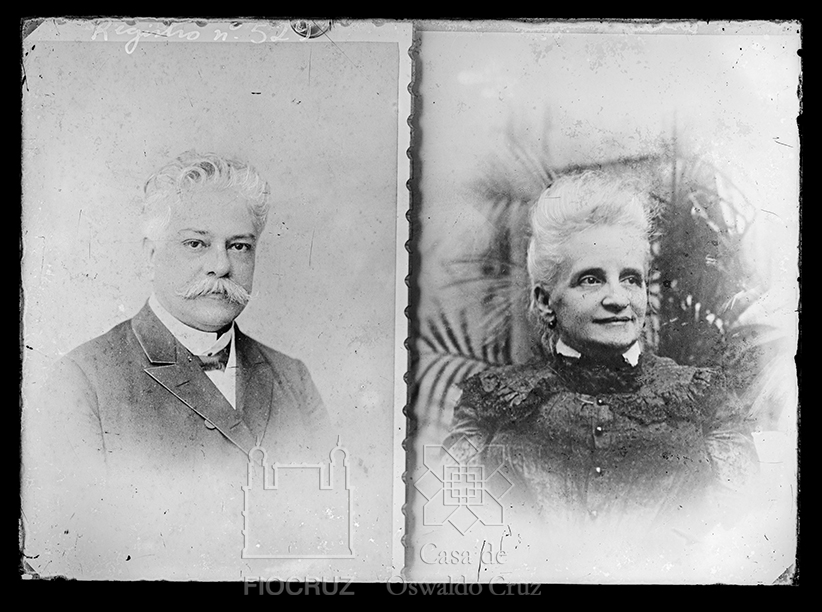
Bento Gonçalves Cruz e Amália Taborda de Bulhões Cruz

Em 1887, seu pai Bento Gonçalves Cruz, foi nomeado pelo imperador D. Pedro II membro da Junta Central de Higiene Pública. A progressão do pai no serviço público coincidiria com os anos em que Oswaldo frequentou a faculdade de medicina (1887-1892). Em 1890, já sob o regime republicano, Bento tornou-se ajudante do chefe da Inspetoria Geral de Higiene, órgão que sucedera a Junta. Dois anos depois, chegou a inspetor-geral. Porém, Bento ficou no cargo por apenas alguns meses. Afastou-se do trabalho devido a uma nefrite, o que o levaria à morte, com apenas 47 anos, em 8 de novembro de 1892, mesmo dia em que Oswaldo se formou em medicina.

## Carreira
Em 1887, aos 15 anos, ingressou na Faculdade de Medicina do Rio de Janeiro, formando-se em 1892, com a tese A vehiculação microbiana pelas aguas. Antes de concluir o curso, já tinha publicado dois artigos sobre microbiologia na revista Brazil-Médico.

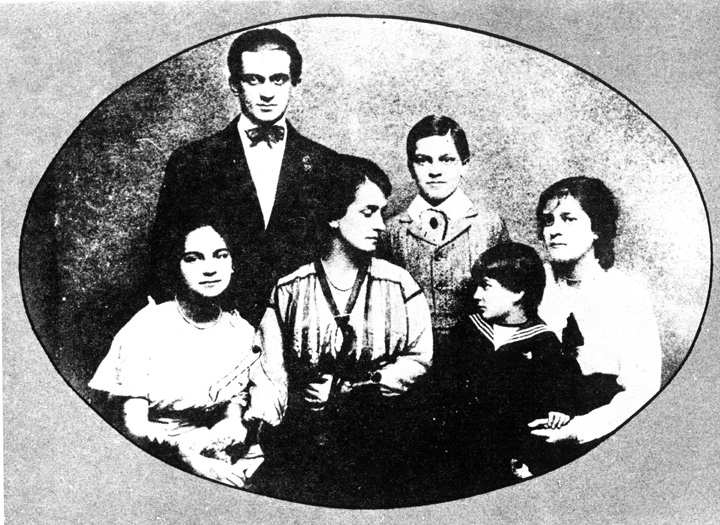
Esposa e filhos de Oswaldo Cruz. Primeira fila: Hercília, dona Emília da Fonseca e Walter. Segunda fila: Bento, Oswaldo Filho e Elisa

Interessado pela microbiologia, Oswaldo montou um pequeno laboratório no porão de sua casa onde começou seus primeiros estudos. Entretanto, seu pai viria a falecer no mesmo dia em que se formava na faculdade de medicina, o que o impediu de se aprofundar nos estudos por um tempo. Dois anos depois, a convite de Egydio Salles Guerra, Oswaldo começou a trabalhar na Policlínica Geral do Rio de Janeiro, onde era responsável pela montagem e a chefia do laboratório de análises clínicas. Aos 20 anos, em janeiro de 1893, casou-se com Emília da Fonseca Cruz, sua namorada desde a adolescência. Juntos eles tiveram seis filhos: Elisa, Bento, Hercília, Oswaldo Filho, Zahra, falecida ainda bebê, e Walter. Os três homens seguiram a trajetória do pai e cursaram medicina. Oswaldo e Walter trabalhariam futuramente no Instituto Oswaldo Cruz. Bento, o mais velho, não exercerá a profissão.
Em 1897 Oswaldo Cruz viajou para Paris, onde permaneceu por dois anos estudando microbiologia, soroterapia e imunologia, no Instituto Pasteur, sendo discípulo do diretor Émile Roux, e medicina legal no Instituto de Toxicologia. De volta ao Brasil, Oswaldo reassumiu seu cargo na Policlínica Geral e juntou-se à comissão de Eduardo Chapot Prévost para estudar a mortandade de ratos que gerou surto de peste bubônica em Santos. Demonstrou que a epidemia era incontrolável sem o emprego do soro adequado. Como a importação era demorada, propôs ao governo a instalação de um instituto para fabricá-lo.
No Rio de Janeiro, assumiu a direção técnica do "Instituto Soroterápico Federal", construído na Fazenda Manguinhos. A instituição, sob o comando do barão de Pedro Affonso, proprietário do Instituto Vacínico Municipal, foi fundada em 1900. Dois anos depois (1902) assumiria a direção técnica do instituto, onde trabalhou para ampliar suas atividades para além da fabricação de soro antipestoso, incluindo a pesquisa básica aplicada e a formação de recursos humanos. No ano seguinte, 1903, chegou ao comando da Diretoria-Geral de Saúde Pública (DGSP).

## Combate às epidemias
O Brasil era assolado por diversas moléstias infecciosas na época. Oswaldo Cruz decidiu empreender campanhas sanitárias para enfrentar as principais doenças que assolavam a capital federal, como febre amarela, peste bubônica e varíola. Para isso, adotou métodos tidos como drásticos por outros médicos, como o isolamento dos doentes, a notificação compulsória dos casos positivos, a captura dos vetores, como mosquitos e ratos, e a desinfecção das moradias em áreas endêmicas. Sua base era o Instituto Soroterápico Federal, de onde deflagrou campanhas de saneamento e, em poucos meses, a incidência de peste bubônica diminuiu com o extermínio dos ratos, cujas pulgas transmitiam a doença.
O combate à febre amarela foi difícil, já que grande parte dos médicos e da população acreditava que a doença se transmitia pelo contato com as roupas, suor, sangue e secreções de doentes. Oswaldo Cruz, porém, acreditava que o transmissor da febre amarela era um mosquito. O método tradicional de combate à febre amarela na época era através da desinfecção, suspensa por Oswaldo Cruz, onde ele implantou no lugar medidas sanitárias com brigadas que percorriam as casas, eliminando focos de insetos. Tal medida provocou uma forte reação da população.

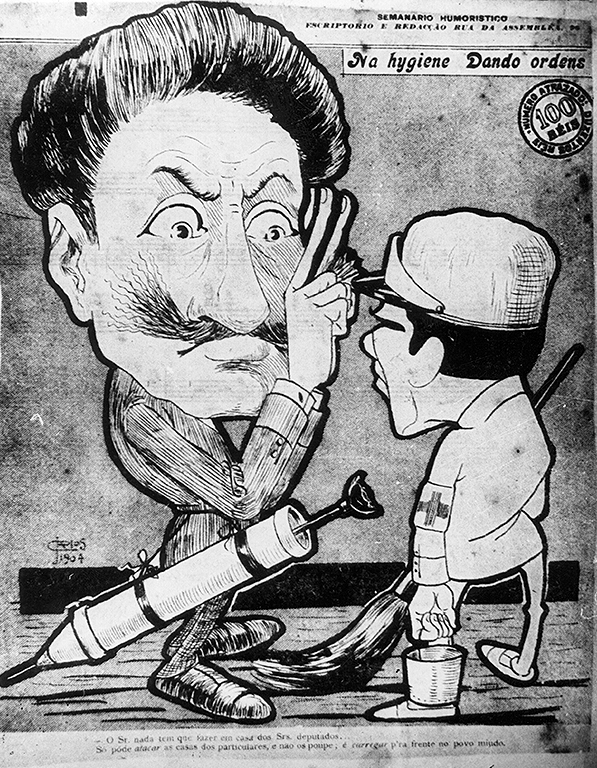
Charge contra a campanha da vacina obrigatória - "Na hygiene dando ordens"
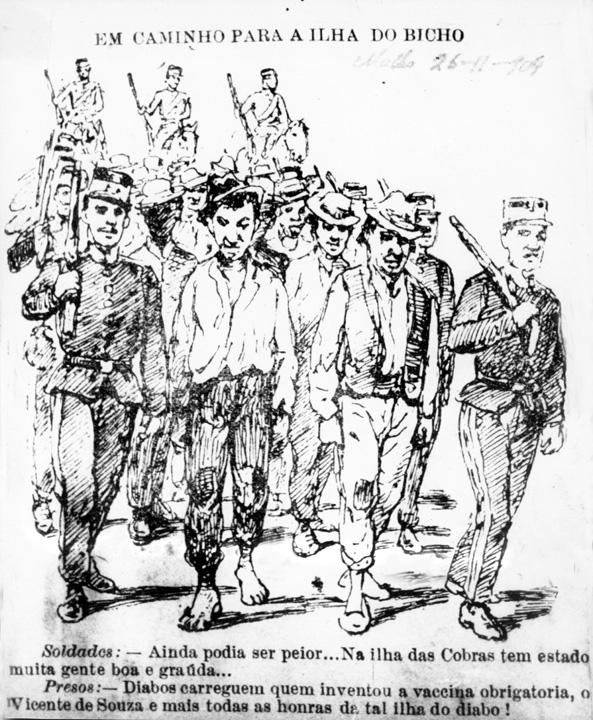
Charge sobre a campanha contra a vacina anti-variólica
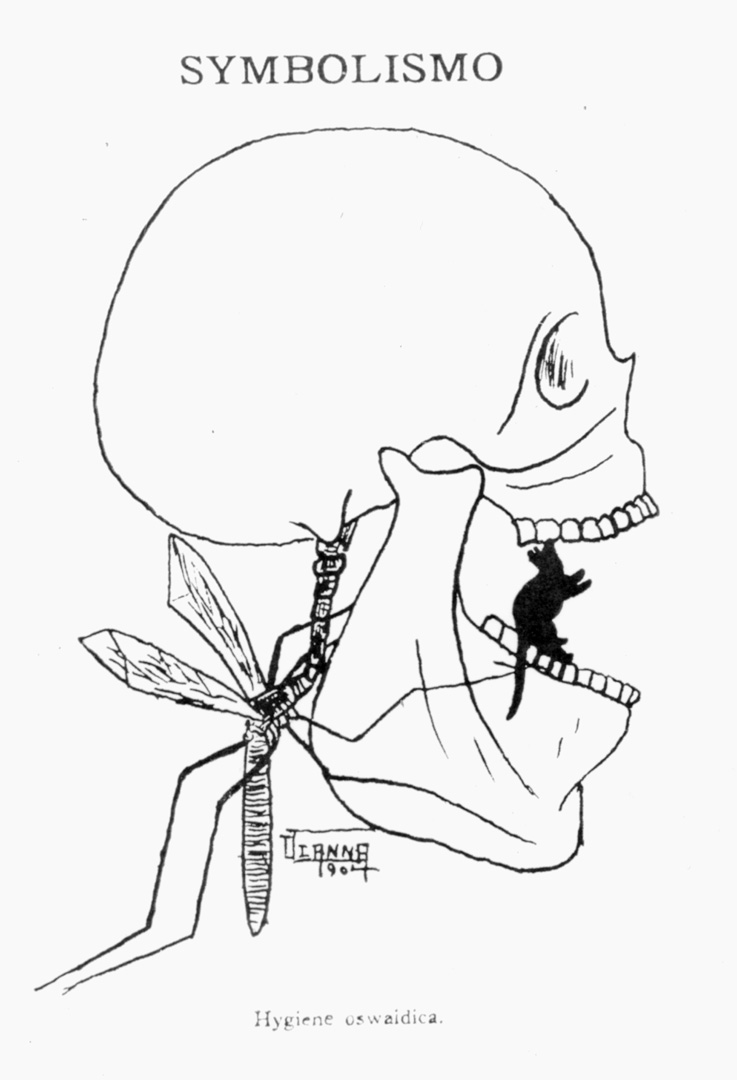
Charge sobre a campanha sanitária com o título "Higiene"
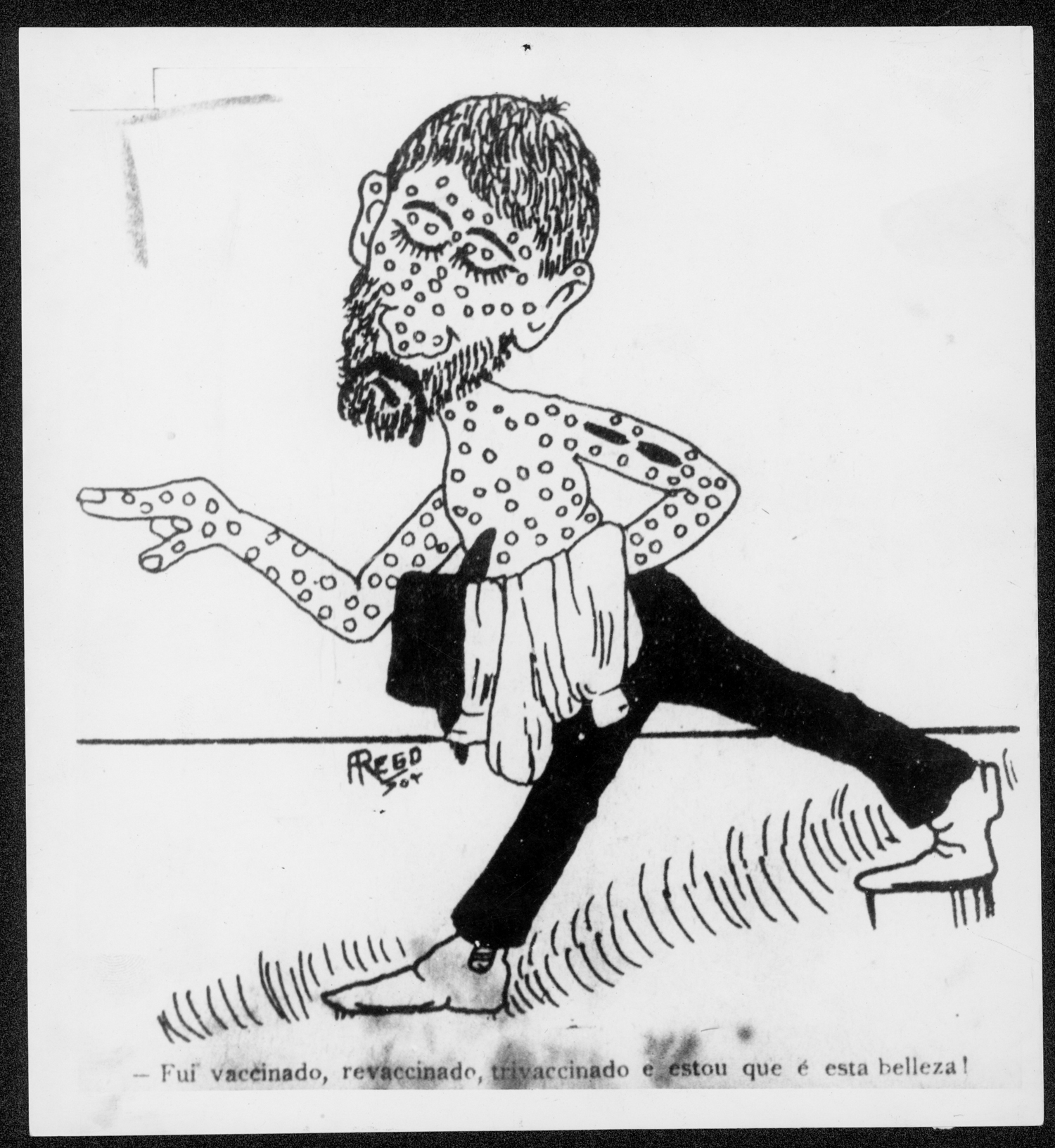
Charge sobre a Vacina Obrigatória contra a varíola
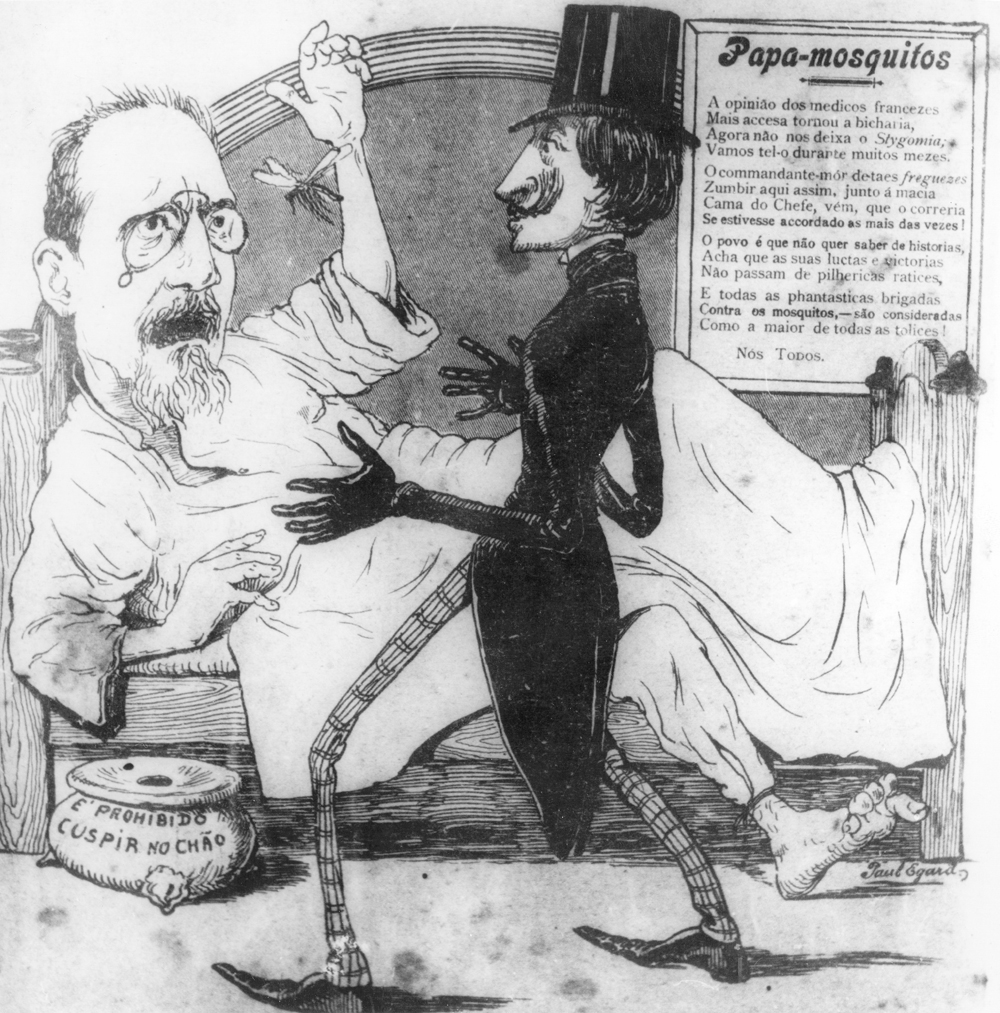
Charge sobre Oswaldo Cruz e a campanha sanitária "Papa mosquitos"
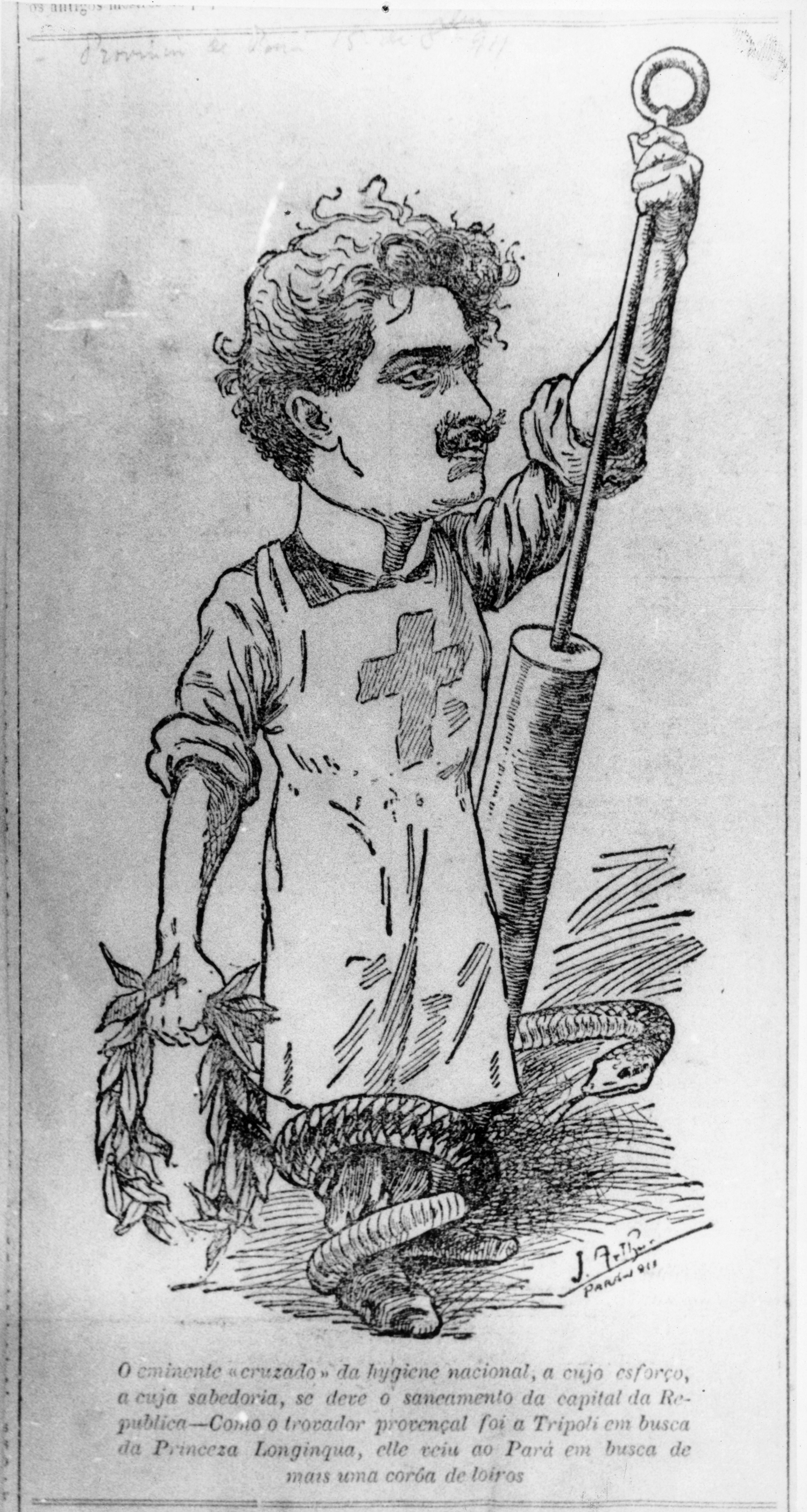
Caricatura "Oswaldo Cruz e o saneamento do Pará"

A irritação da população com suas medidas sanitárias explodiram quando ele tentou promover a vacinação em massa da população contra a varíola, em 1904. Vários jornais da época lançaram editoriais contra a medida. O Congresso se manifestou contra e até uma liga anti-vacinação foi organizada. Em 13 de novembro estourou uma rebelião popular, conhecida como Revolta da Vacina, e no dia 14, a Escola Militar da Praia Vermelha se levantou. A rebelião foi derrotada pelo governo, que também suspendeu a vacinação obrigatória. Mas em 1907, a febre amarela foi erradicada no Rio de Janeiro e em 1908, quando eclodiu um novo surto de varíola, as pessoas procuraram os postos de vacinação mais próximos.
A crise não o impediu de partir em uma expedição a 30 portos marítimos e fluviais de Norte a Sul do país para estabelecer um código sanitário com regras internacionais entre 1905 e 1906. Sua postura de enfrentamento às doenças ganhou reconhecimento internacional em 1907, quando Oswaldo Cruz recebeu a medalha de ouro no 14º Congresso Internacional de Higiene e Demografia de Berlim, na Alemanha, pelo trabalho de saneamento do Rio de Janeiro. Ele ainda reformou o Código Sanitário e reestruturou todos os órgãos de saúde e higiene do país.
Em seu retorno ao Brasil, em 1908, Oswaldo foi recebido como um herói nacional e em 1909, o Instituto Soroterápico Federal levaria seu nome, passando a se chamar Instituto Oswaldo Cruz. Em 1910 combateu a malária durante a construção da Estrada de Ferro Madeira-Mamoré (viajou a Rondônia com Belisário Penna), e a febre amarela, a convite do governo do Pará.
Para poder se dedicar inteiramente ao seu trabalho no instituto em Manguinhos, Oswaldo deixou a Diretoria Geral de Saúde Pública em 1909. Em 1913, foi eleito para a Academia Brasileira de Letras. Em 1915, devido a problemas de saúde, abandonou a direção do Instituto Oswaldo Cruz e mudou-se para Petrópolis, onde foi eleito prefeito em 1916, mesmo ano em que ajudou a fundar a Academia Brasileira de Ciências. Chegou a traçar um vasto plano de urbanização da cidade, que acabou não sendo construído.

## Doença
Em 1907, Oswaldo notara a presença de albumina em sua urina, um sinal de nefrite, a mesma doença que matara seu pai. No final de 1908, teve uma crise renal aguda, o que tornou mais difícil esconder a doença. Assim, Oswaldo adotaria uma dieta rigorosa, que suprimiu quase que totalmente o sal de sua alimentação. Sua paixão por doces, porém, não foi afetada pela nova dieta e ele sempre mantinha uma bombonière cheia de doces sobre a mesa.
Em fevereiro de 1914, Oswaldo Cruz redigiu um testamento expondo as suas últimas vontades. Dois anos depois, a doença já cobrava um alto preço de Oswaldo. As náuseas e os vômitos eram frequentes, bem como os soluços e as cólicas renais. Estava também hipertenso, e uma retinite albuminúrica vinha, aos poucos, lhe reduzindo a visão.
Foi seu filho Bento quem sugeriu que ele se afastasse do instituto para morar em Petrópolis, onde o clima ameno e o cotidiano menos atribulado lhe seria benéfico. Desde 1912, a família mantinha uma propriedade na cidade, na rua Montecaseros, uma grande casa colonial, com um amplo jardim, onde ele poderia se dedicar ao cultivo de flores.
Para se sentir útil, ele foi nomeado prefeito de Petrópolis, pelo governador Nilo Peçanha e ele foi empossado em agosto de 1916. Poucos meses depois, porém, a doença se agravou e ele renunciou ao cargo de prefeito.

### Morte
Oswaldo Cruz morreu em casa, às 21 horas e 10 minutos do dia 11 de fevereiro de 1917, devido a uma insuficiência renal, ao lado da esposa, dos filhos e dos amigos Salles Guerra, Ezequiel Dias, Carlos Chagas, João Pedroso e Belisário Penna. Ele foi sepultado no dia seguinte, em meio a uma comoção popular, no cemitério São João Batista, no Rio de Janeiro.

## Ciência e fotografia

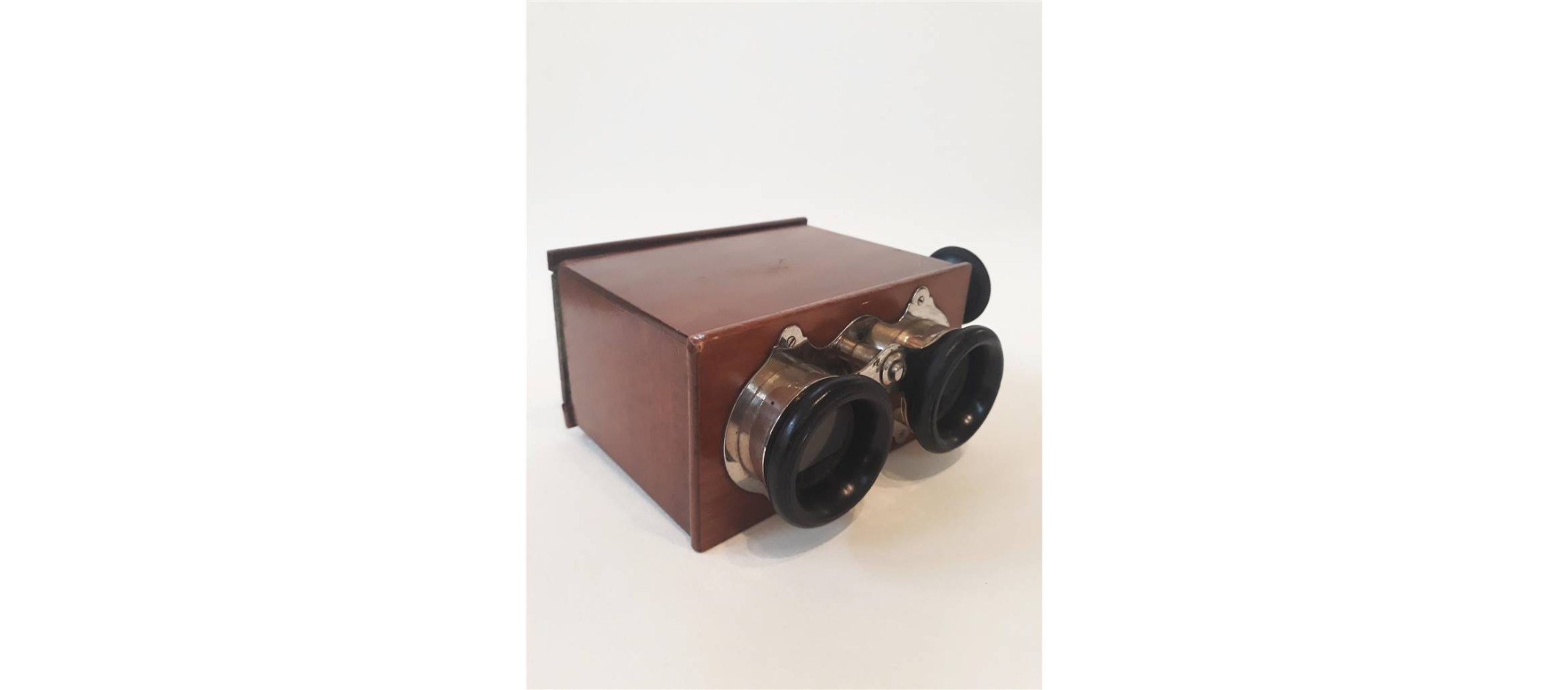
Visor estereoscópico

Poucos sabem, mas a história da fotografia brasileira deve muito a Oswaldo Cruz, no que se refere a sua expansão e adoção como fonte documental. Oswaldo Cruz viveu impregnado dos sentimentos de sua época. Sua história de vida confunde-se, em muitos momentos, com a história da medicina experimental e do modernismo científico brasileiro e mundial. Oswaldo Cruz foi um homem moderno: acreditava na ciência não só como forma de desenvolvimento de um país, mas também de desenvolvimento do próprio homem. Entusiasta da tecnologia, das grandes invenções e da fotografia, acreditava, como os primeiros homens do século XX, que a fotografia era a prova ocular da história.
Por isso, desde o início de sua carreira, estava sempre acompanhado de um fotógrafo. Incentivou seus cientistas a também fotografar e a filmar as descobertas. Com isto, o arquivo de Oswaldo Cruz sobre o Brasil se tornou um dos mais ricos acervos do país. A amplitude do movimento sanitarista brasileiro se deveu ao fato de Oswaldo Cruz, desde o início de seu mandato como diretor da saúde pública do governo Rodrigues Alves, em 1903, organizar expedições de combate às endemias rurais em várias regiões brasileiras, além de visitas e inspeções de saúde nos portos brasileiros. Com essas viagens, foram os médicos do Instituto Manguinhos os responsáveis pelos primeiros registros fotográficos sociológicos e antropológicos do Brasil. A partir desses contatos e da análise da situação socioeconômica e cultural da população visitada, os cientistas analisavam as doenças. Os resultados desse procedimento foram extraordinários.

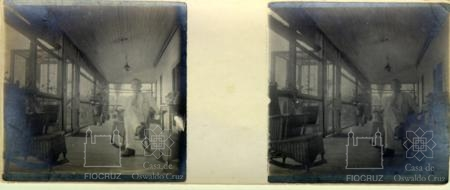
Fotografia estereoscópica de um médico do Hospital Candelária em Porto Velho (RO), da coleção de Oswaldo Cruz

Os médicos, ao levar educação, higiene e cura às populações carentes de locais distantes e outrora esquecidos, descobriram in loco os focos de endemias a serem combatidos, criando um verdadeiro movimento pró-higienização de âmbito nacional. Oswaldo Cruz organizou expedições científicas com pesquisadores como Carlos Chagas, Adolpho Lutz e Belisário Penna, que saiam do Instituto Manguinhos (criado pelo próprio Oswaldo Cruz) e percorriam o Brasil, de Norte a Sul, para sanear seus portos e o interior.
Ao registrar tudo o que viam, seus cientistas também foram pioneiros de procedimentos audiovisuais que começavam a ser utilizados pela arte. Provavelmente um dos primeiros filmes documentais brasileiros, por exemplo, foi realizado por Carlos Chagas em Lassance, Minas Gerais, em 1910, quando, seguindo os conselhos de Oswaldo Cruz, filmou os doentes de um estranho mal que acabava de descobrir: a doença do barbeiro.

## Homenagens

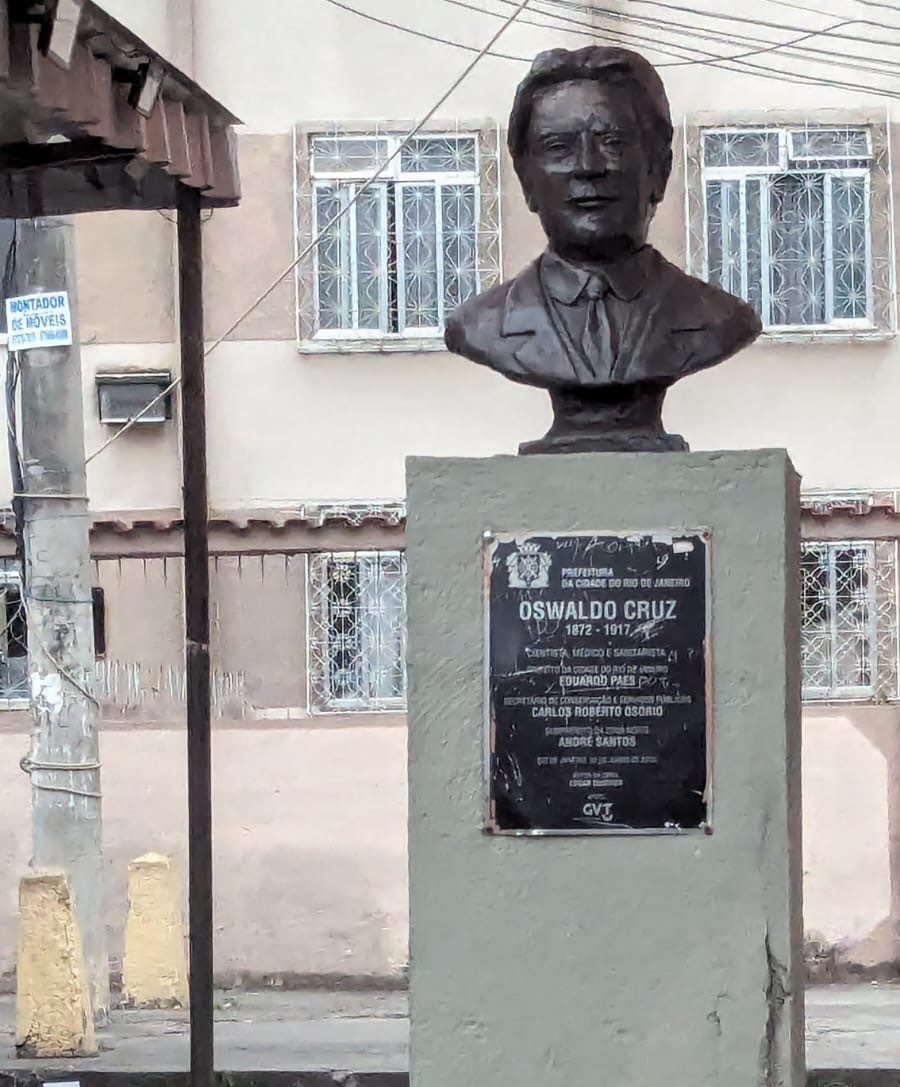
Busto de Oswaldo Cruz em frente à estação de trem que leva seu nome no Rio de Janeiro.

Na cidade do Rio de Janeiro, uma estação de trem, uma avenida, um bairro e diversas escolas têm o nome de Oswaldo Cruz, além do Instituto Soroterápico (atual FIOCRUZ), por ele fundado. Em 1909, quando Carlos Chagas descobriu o protozoário causador da tripanossomíase americana (popularmente conhecida como "doença de Chagas") batizou-o com o nome de "Trypanosoma cruzi", em homenagem a Oswaldo Cruz.

Foi homenageado na capital de São Paulo, com o logradouro Praça Oswaldo Cruz, no começo da Avenida Paulista. Em 1913 foi fundado o Centro Acadêmico Oswaldo Cruz, entidade representativa dos estudantes de medicina da Faculdade de Medicina da Universidade de São Paulo (FMUSP). Em 1936 o sanitarista teve a sua efígie cunhada na moeda brasileira de 400 réis, e, em 1984, impressa nas cédulas de Cr$ 50 000 (cinquenta mil cruzeiros). Sua vida foi retratada no romance Sonhos Tropicais de Moacyr Scliar. Em 1976, a rodovia SP-125 que liga as cidades de Taubaté e Ubatuba foi denominada como Rodovia Oswaldo Cruz em sua homenagem, já que ela dá acesso à São Luiz do Paraitinga, sua cidade natal. 

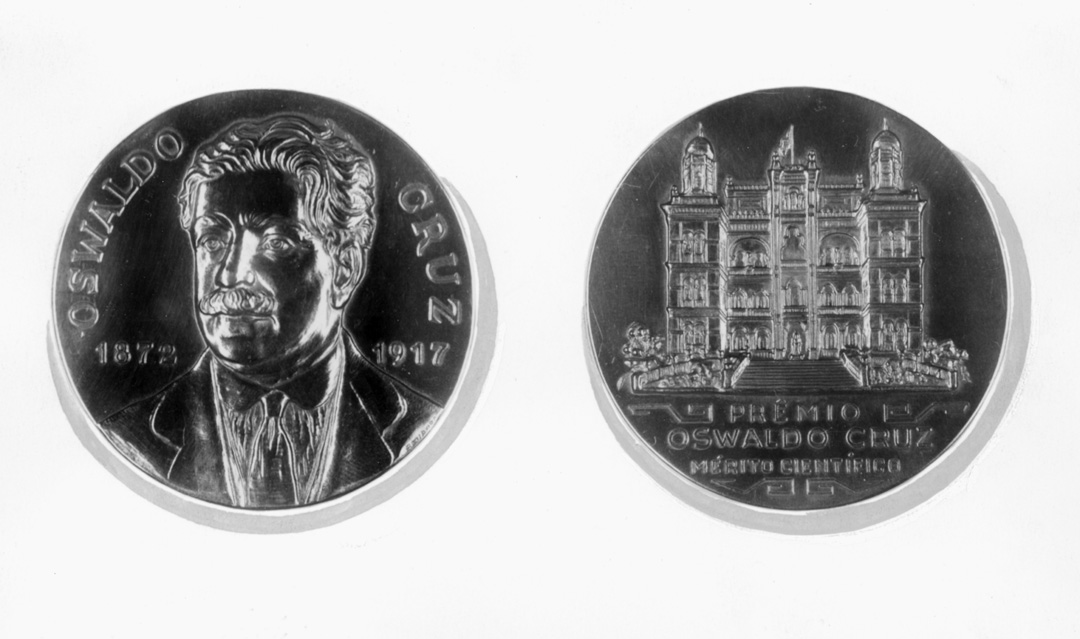
Medalha do prêmio Oswaldo Cruz - mérito científico

Também foi homenageado com a adoção de seu nome pela cidade paulista de Osvaldo Cruz que é um município brasileiro do estado de São Paulo. fundado com o nome de Califórnia em 6 de junho de 1941 por Max Wirth, um cidadão suíço. Em 11 de novembro de 1941 foi elevada a distrito, sendo que em 1 de janeiro de 1945 foi criado o município, que recebeu o nome de Osvaldo Cruz. O município é formado pela sede e pelo distrito de Lagoa Azul.
Em 1983, a Marinha do Brasil homenageou-o com o NAsH Oswaldo Cruz (U-18), que opera nos rios da Amazônia a partir da cidade de Manaus. Em 2003, Marcos Palmeira interpretou o sanitarista no curta-metragem de Silvio Tendler Oswaldo Cruz – O Médico do Brasil. Em 2023, foi produzido o documentário Oswaldo Cruz que integra série Cientistas do Brasil, com direção de Rodrigo Grota e exibido no Canal Curta.

## Academia Brasileira de Letras

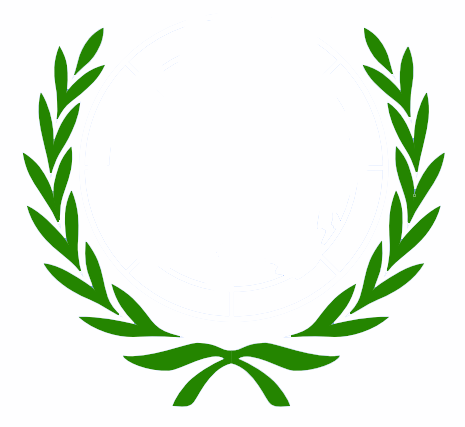
Símbolo oficial da Academia Brasileira de Letras (ABL)

Oswaldo Cruz é o segundo ocupante da cadeira número 5 na Academia Brasileira de Letras, eleito em 11 de maio de 1912, na sucessão de Raimundo Correia e recebido pelo acadêmico Afrânio Peixoto em 26 de junho de 1913.

## Academia Nacional de Medicina

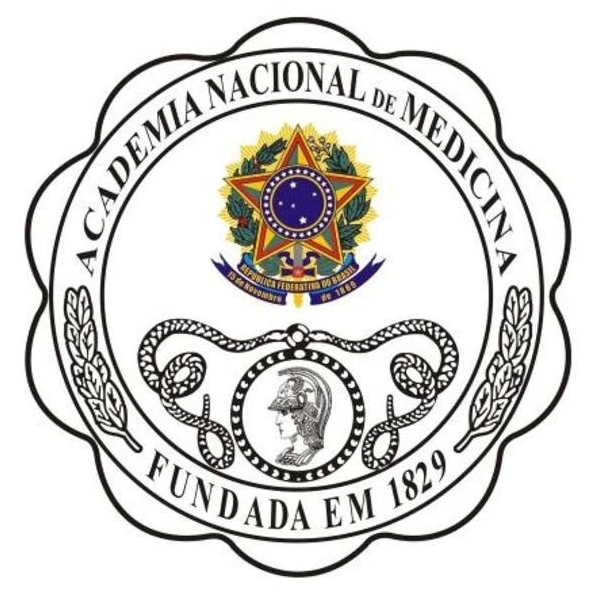
Brasão da Academia Nacional de Medicina (ANM)

Eleito Membro Titular da Academia Nacional de Medicina em 26 de junho de 1899, apresentando o trabalho “Les altérations histologiques dans l´empoisonnement par la ricine”, elaborado durante estágio no Laboratoire de Toxicologie de Paris,  dirigido por Charles-Albert Vibert e por Jules Ogier. Ocupou a cadeira número 90, da qual foi patrono. Foi Presidente da Secção de Ciências Aplicadas à Medicina entre 1913 e 1916.

## Société Francophone de Médecine Tropicale et Santé Internationale
No dia 12 de janeiro de 1908 Oswaldo Cruz recebe o diploma de membro da Société de Pathologie Exotique (atualmente Société Francophone de Médecine Tropicale et Santé Internationale, SFMTSI) em sua sessão inaugural. O documento é assinado por Alphonse Laveran, presidente da Sociéte, que acabara de receber o Nobel de Medicina por seus trabalhos sobre a malária, e pelo biólogo Felix Mesnil, à época Secretário Geral.

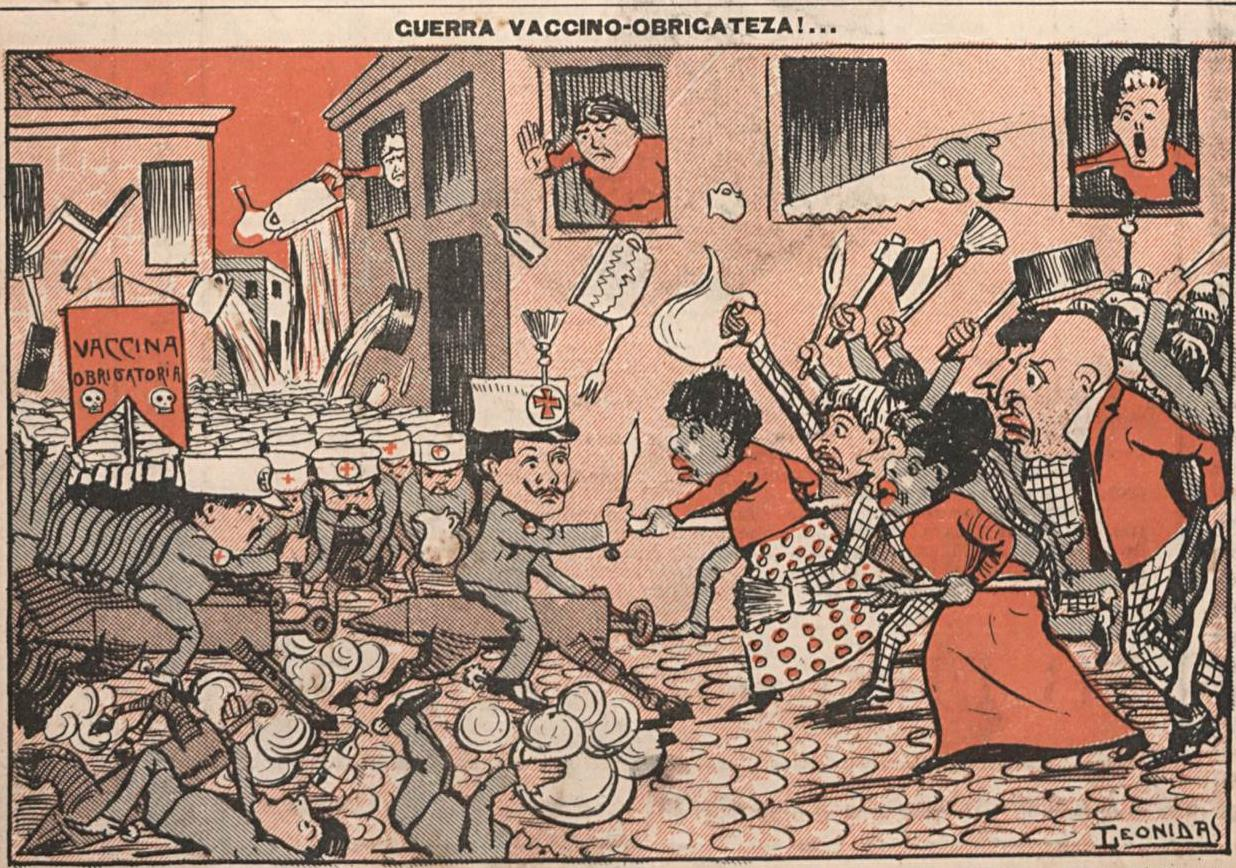
A revolta da vacina em charge de Leonidas, publicada na revista O Malho, em 29/10/1904
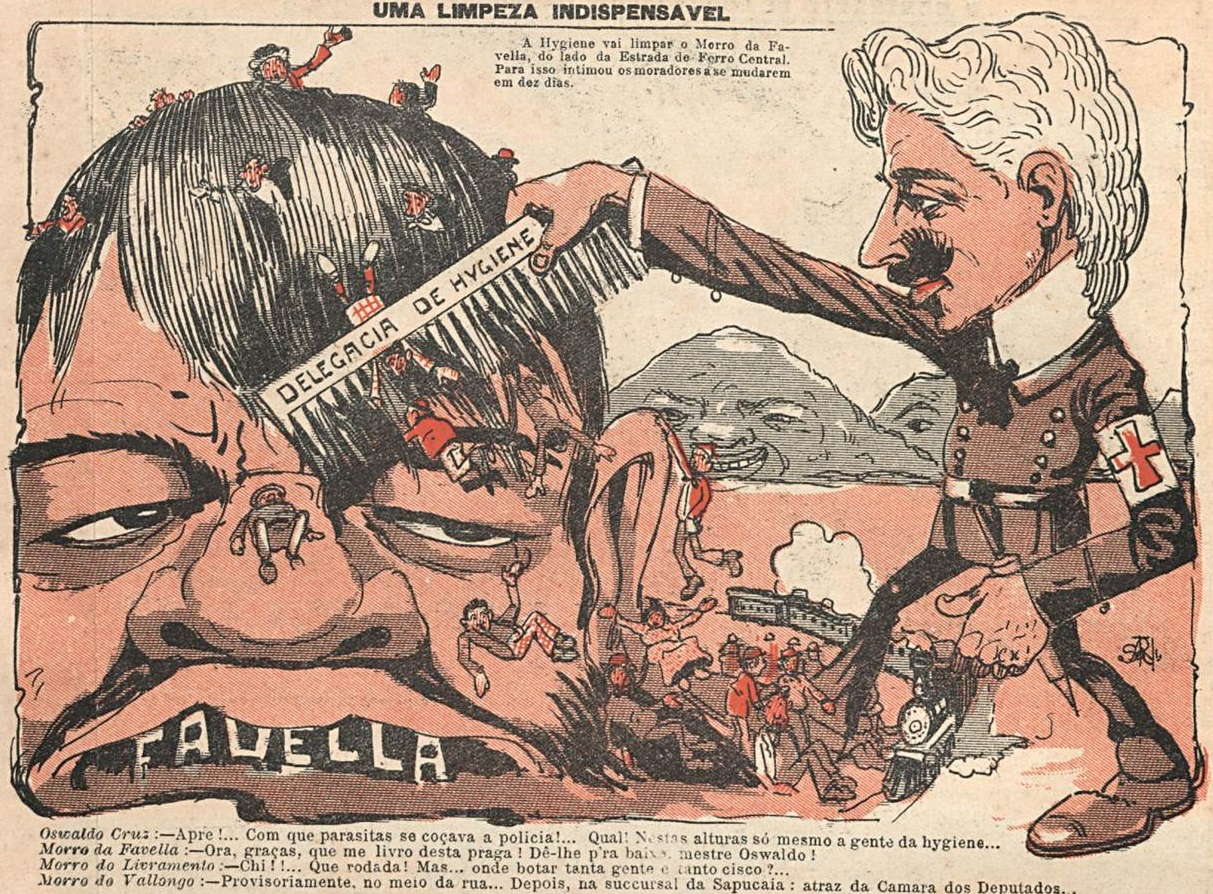
Caricatura de Oswaldo Cruz limpando o Morro da Favela (O Malho, nº 247, 08/06/1907)
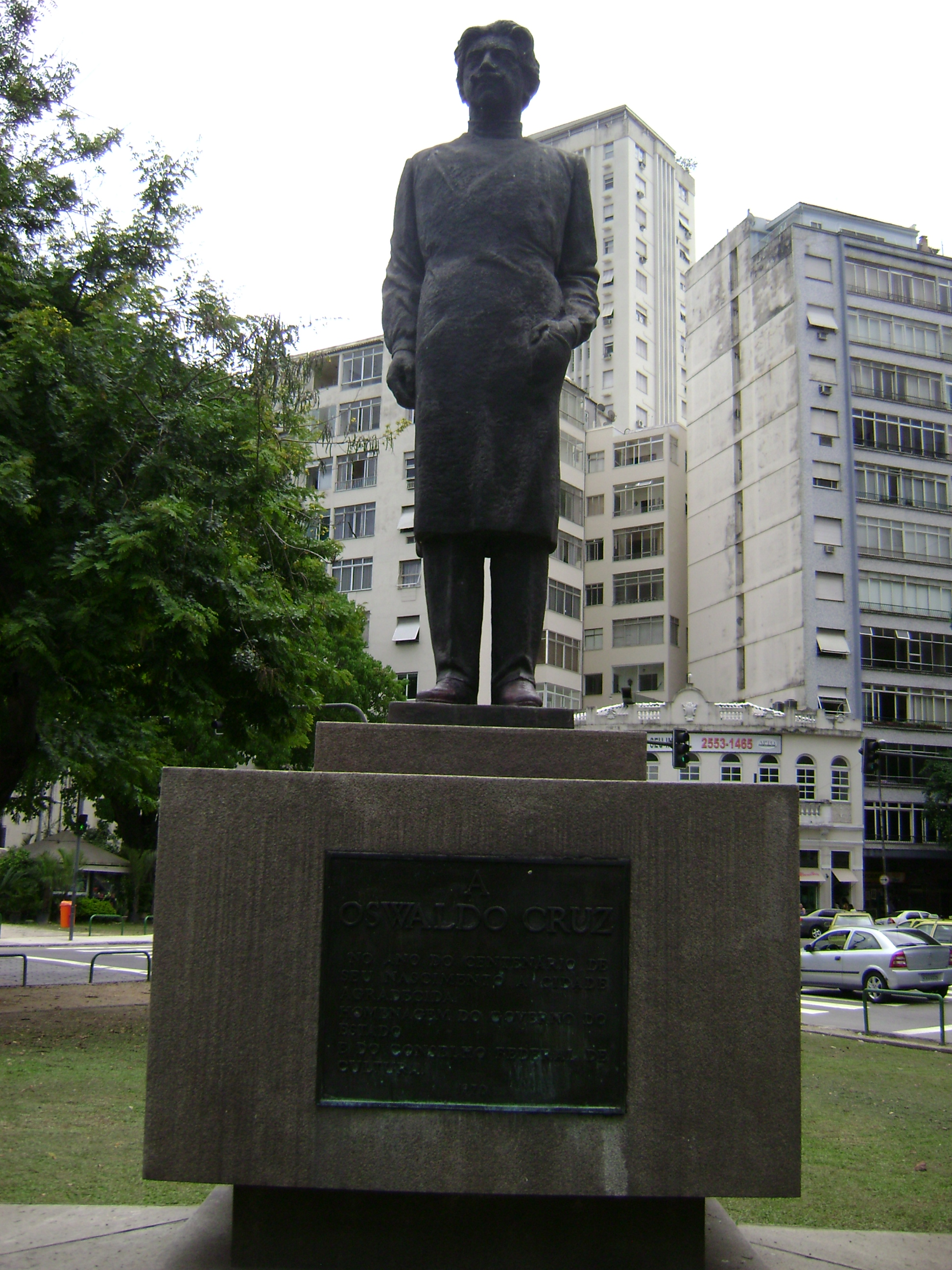
Estátua de Oswaldo Cruz, Rio de Janeiro
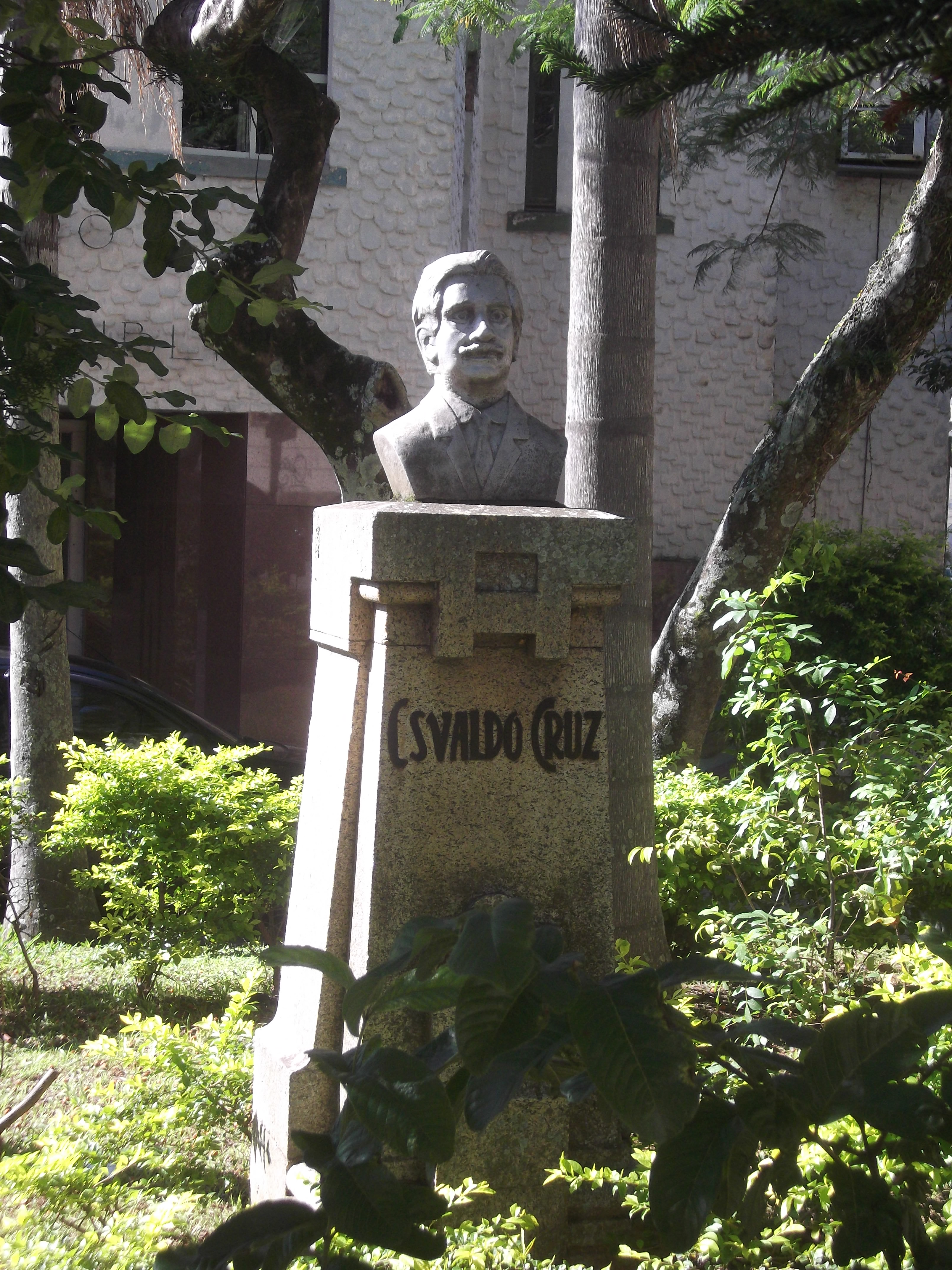
Efígie de Oswaldo Cruz em Florianópolis, 2014
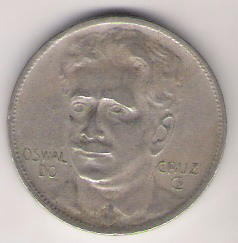
Sua face em uma moeda de 400 réis de 1936
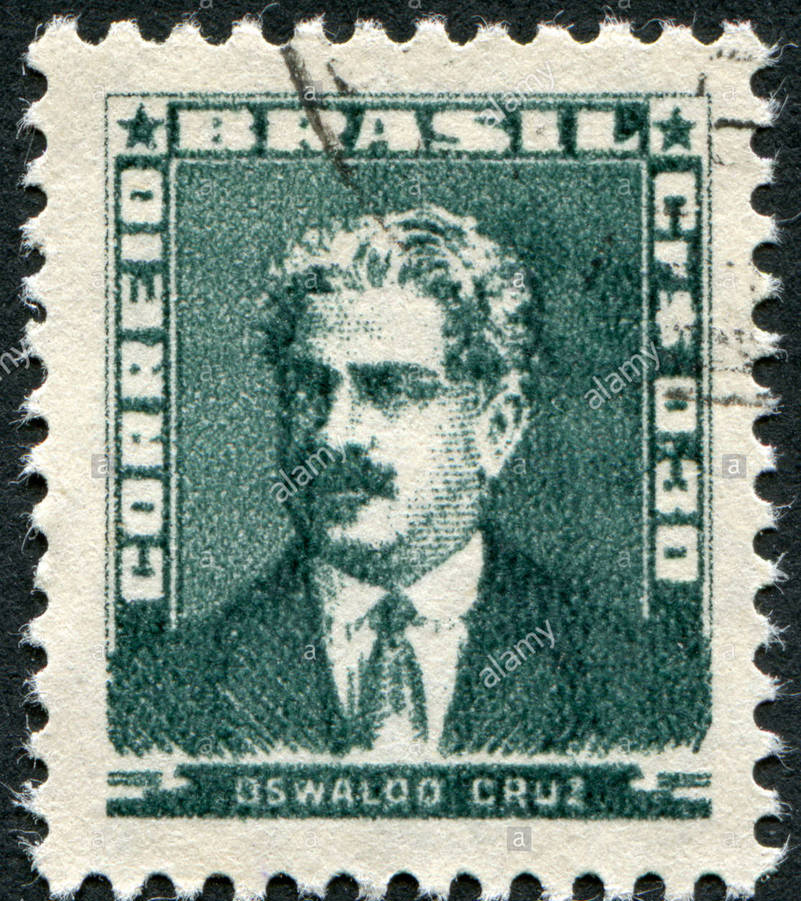
Selo em homenagem a Oswaldo Cruz, 1954

## Fundo Oswaldo Cruz
O arquivo pessoal do cientista está sob a guarda da Casa de Oswaldo Cruz (COC), unidade da Fiocruz responsável pela memória e preservação do patrimônio cultural da instituição. O fundo foi constituído, em primeiro lugar, por documentos que permaneceram no Instituto Oswaldo Cruz após a morte do titular, organizados pelo arquivista Albino Antonio Taveira durante a década de 1940. 
No início da década de 1970, como parte das comemorações do centenário de seu nascimento, o museólogo Luiz Fernando Fernandes Ribeiro, sob a orientação da chefe da Biblioteca de Manguinhos, Lucília Meyer Friedmann, elaborou uma lista de tombamento dos documentos, que foram novamente abertos a consulta. Alguns ficaram expostos, a partir de 1972, no Museu Oswaldo Cruz, situado no Pavilhão Mourisco. Posteriormente foram levados para o prédio da Cavalariça, onde se instalou em 1986 o Museu da Casa de Oswaldo Cruz, responsável pela preservação da memória institucional. 
Em 1990, os documentos passaram à custódia do Departamento de Arquivo e Documentação da COC. Além disso, o fundo recebeu doações de documentos que se encontravam sob a guarda de Roberto Marinho de Azevedo Neto e de Stella Oswaldo Cruz Penido, descendentes do cientista. O conteúdo do arquivo pode ser acessado através da Base Arch - repositório de informações sobre o acervo arquivístico permanente da Fiocruz. Em 2007 o arquivo foi nominado ao Registro Nacional do Programa Memória do Mundo da Unesco. Também existem documentos do cientista reunidos em uma série da Coleção Família Oswaldo Cruz, doados por sua família.